# Opostega tincta
Opostega tincta là một loài bướm đêm thuộc họ Opostegidae. Nó được Edward Meyrick miêu tả năm 1918. Nó được tìm thấy ở Natal, Nam Phi.